# Seriphidium mogoltavicum
Seriphidium mogoltavicum là một loài thực vật có hoa trong họ Cúc. Loài này được (Poljak.) Y.R.Ling miêu tả khoa học đầu tiên năm 1991.